# 塘坊镇 (巫溪县)
塘坊镇，是中华人民共和国重庆市巫溪县下辖的一个乡镇级行政单位。

## 行政区划
塘坊镇下辖以下地区：
塘坊社区、双柏村、红土村、漆树村、双塘村、塘坊村、金龙村、安乐村和梓树村。